# Igor Shumilov
Igor Shumilov (tiếng Belarus: Ігар Шумілаў; tiếng Nga: Игорь Шумилов; sinh 20 tháng 10 năm 1993) là một cầu thủ bóng đá Belarus. Tính đến năm 2017, anh thi đấu cho Torpedo Minsk.